# 麻田镇 (左权县)
麻田镇，是中华人民共和国山西省晋中市左权县下辖的一个乡镇级行政单位。八路军前方总部旧址位于此地麻田村。1942年八路军将领左权阵亡于此。

## 行政区划
麻田镇下辖以下地区：
麻田村、云头底村、南窑村、上口村、南会村、武军寺村、苏公村、西安村、东安村、西崖底村、泽城村、九腰会村、东泽山村、尖庙村、寺凹村、岭南村、东峪村、山庄村、北艾铺村、安窑底村、熟峪村、郭家峪村、车谷村、大林口村、大林交村、老十亩村、交沟村和柴城村。